# Préfecture de Tokushima
Tokushima (徳島県, Tokushima-ken) est une préfecture du Japon, située dans l'est de Shikoku.

## Histoire
Avant la mise en place du système des préfectures, la région de la préfecture de Tokushima se situait dans la province d'Awa.

## Géographie

### Situation
La préfecture de Tokushima est bordée des préfectures de Kagawa, Ehime et Kōchi. Elle baigne la mer intérieure de Seto au nord-est et l'océan Pacifique à l'est-sud-est.

### Divisions administratives

#### Villes
Liste des huit villes de la préfecture de Tokushima :
- Anan ;
- Awa ;
- Komatsushima ;
- Mima ;
- Miyoshi ;
- Naruto ;
- Tokushima (capitale) ;
- Yoshinogawa.

#### Districts, bourgs et villages
Liste des huit districts de la préfecture, ainsi que de leurs quinze bourgs et unique village :
| - district d'Itano Aizumi Itano Kamiita Kitajima Matsushige - district de Kaifu Kaiyō Minami Mugi | - district de Katsuura Kamikatsu Katsuura - district de Mima Tsurugi - district de Miyoshi Higashimiyoshi - district de Myōdō Sanagōchi (village) | - district de Myōzai Ishii Kamiyama - district de Naka Naka |

## Culture locale et patrimoine

### Patrimoine naturel

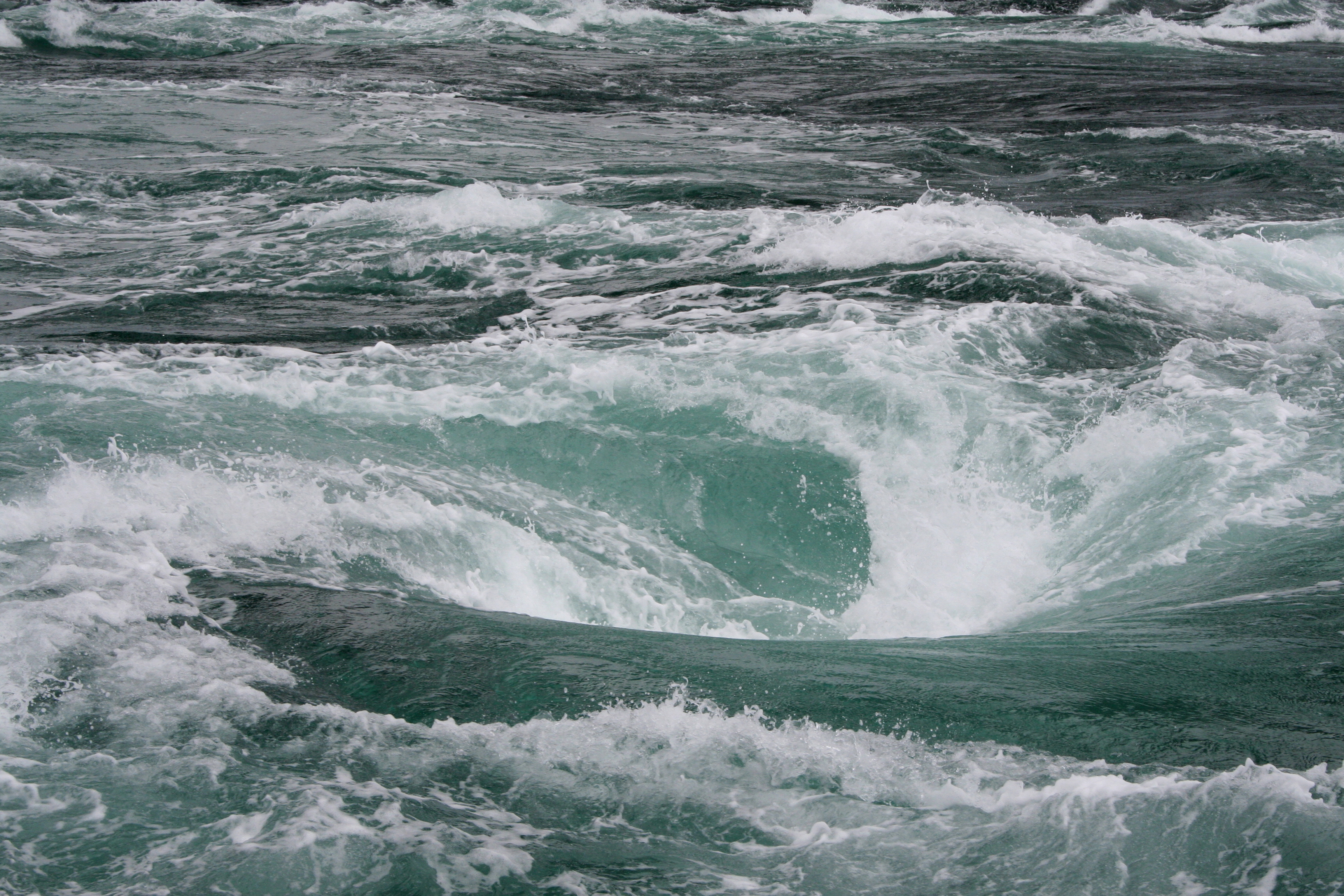
Tourbillon de Naruto.

- Tourbillon de Naruto
- Vallée d'Iya

## Jumelage
La préfecture de Tokushima est jumelée avec les municipalités ou régions suivantes :
- Hunan (Chine) depuis le 24 octobre 2011 ;
- Basse-Saxe (Allemagne) depuis le 13 septembre 2007 ;
- État de São Paulo (Brésil) depuis le 6 novembre 1984.

## Personnalités liées à la préfecture
Wenceslau de Moraes (1854-1929), officier de la Marine, consul et écrivain portugais, décédé à Tokushima.